# روبن فوكس
روبن فوكس (بالإنجليزية: Robin Fox) هو عالم إنسان أمريكي، ولد في 1934.